# Deanolis
Deanolis é um gênero de mariposa pertencente à família Crambidae.